# Neoscaptia collateralis
Neoscaptia collateralis là một loài bướm đêm thuộc phân họ Arctiinae, họ Erebidae.